# 空五倍子色
空五倍子色（うつぶしいろ）とは、虫こぶ（別名を五倍子/「ふし」という。中が空洞なことから空五倍子とも）で染めたやや褐色がかった淡い灰色のこと。
平安時代から喪服に使われていた。

## 概要
ミミフシシロアブラムシがヌルデに産卵してできる虫こぶを乾燥させて粉末にした五倍子粉（ふしこ）の主成分である可溶性タンニンを、酸化鉄の溶液で発色させた色をいう。
同じ原理を用いるものに、お歯黒（同じく五倍子粉を酸化鉄で歯に染めつける）がある。
古来喪服などに染められていた色で、古典小説などに登場する「薄墨の衣」は墨で染めたものではなく五倍子染めである。